# Mumbai City FC
Mumbai City FC là một câu lạc bộ bóng đá chuyên nghiệp Ấn Độ có trụ sở tại Mumbai, Maharashtra, thi đấu tại Giải vô địch siêu Ấn Độ (ISL) theo giấy phép từ Liên đoàn bóng đá Toàn Ấn (AIFF). Câu lạc bộ đã được ra mắt vào tháng 8 năm 2014 trong mùa khai mạc của ISL. Đội được đồng sở hữu bởi diễn viên Bollywood Ranbir Kapoor và Bimal Parekh, một kế toán viên điều lệ.

Cựu cầu thủ quốc tế người Anh Peter Reid quản lý câu lạc bộ và Freddie Ljungberg là cầu thủ marquee cho mùa giải đầu tiên. Đối với mùa thứ hai, có thông báo rằng Nicolas Anelka sẽ trao vị trí cầu thủ marquee cũng như người quản lý của câu lạc bộ. Năm 2016, Diego Forlán đóng vai trò là người chơi marquee trong khi Alexandre Guimarães đảm nhận vị trí quản lý mới. Năm 2018, Jorge Costa được công bố là huấn luyện viên cho mùa giải mới trong khi Rafael Bastos và Modou Sougou được công bố là bản hợp đồng đáng chú ý. Năm 2019, City Football Group đã có một động thái mua cổ phần trong câu lạc bộ theo báo cáo của Khel Now. 

## Kình địch
FC Pune City và Mumbai City FC là hai câu lạc bộ duy nhất trong Giải vô địch Ấn Độ đến từ một bang duy nhất Maharashtra, nơi tạo ra một cuộc cạnh tranh tinh hoa giữa hai đội, một người hiện đang nổi tiếng là Maha-Derby.

## Huy hiệu
Huy hiệu là sự phản ánh bản sắc của thành phố. Nó bao gồm ba yếu tố chính, tất cả tạo thành hình ảnh của thành phố. Bức tường pháo đài trên đỉnh mô tả tinh thần kiên cường, tự hào và quyết đoán của Mumbai và người dân. Bảy ngôi sao là một tham chiếu đến bảy hòn đảo hình thành Mumbai, mỗi hòn đảo, một phần không thể thiếu và đặc biệt của thành phố. Hệ thống đường sắt là một phần quan trọng của thành phố, và chứng minh là huyết mạch của nó. Nó cũng là biểu tượng cho tinh thần của Mumbai - đa dạng, nhưng thống nhất. Chính trên cơ sở này, thành phố hoạt động như một đơn vị có thẩm quyền, gắn kết, và do đó, đoàn tàu đã được kết hợp trong đỉnh. Màu xanh hải quân đại diện cho biển; một con số thành phố được kết nối sâu sắc, về cả mặt kinh tế cũng như biểu tượng. Màu trắng đại diện cho sự chân thành và tinh khiết, cả hai, câu lạc bộ cố gắng để hiện thân.

## Sân vận động

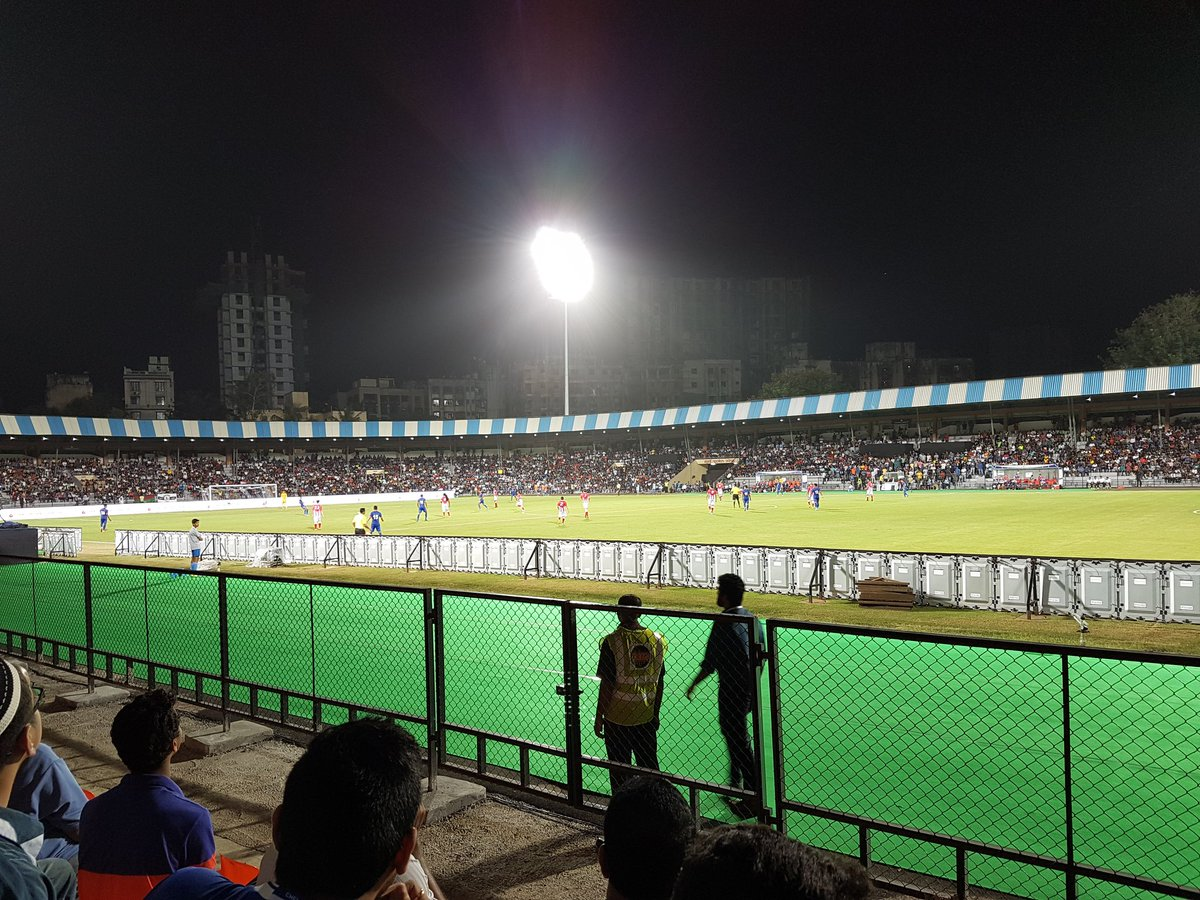
Sân bóng đá Mumbai

Mumbai City FC đã chơi các trận đấu trên sân nhà của họ tại Sân vận động DY Patil trong hai mùa (2014 2015), họ chuyển sân nhà của họ sang Sân bóng đá Mumbai từ Mùa thứ 3. Mumbai Football Arena có sức chứa 8.000, và thường xuyên được lấp đầy bởi các đội bóng dành riêng cho người hâm mộ. Sân vận động được sửa đổi trong mùa ISL để kết hợp một khán đài VIP ở phía đông sân vận động có sự tham gia của diễn viên và chủ sở hữu Ranbir Kapoor mỗi trận đấu.
Việc đào tạo đội bóng này diễn ra tại sân bóng đá của Fr. Trường đa năng Agnel và trường đại học Jr., Vashi. Việc đào tạo trong ISL diễn ra tại Cooperage Ground, Colaba. Đầu năm 2019, đội đã đưa một trại huấn luyện đến Goa trong khi các cầu thủ khác đang bận rộn tại AFC Asian Cup 2019

## Cầu thủ

### Đội hình hiện tại
Tính đến ngày 25 tháng 9 năm 2018 
| No. |                                  | Position | Player            |
| --- | -------------------------------- | -------- | ----------------- |
| 1   | India                            | GK       | Amrinder Singh    |
| 2   | India                            | DF       | Sanjay Balmuchu   |
| 4   | Serbia                           | DF       | Marko Klisura     |
| 5   | India                            | DF       | Anwar Ali         |
| 6   | India                            | MF       | Milan Singh       |
| 7   | Democratic Republic of the Congo | DF       | Arnold Issoko     |
| 8   | India                            | MF       | Mohammed Rafique  |
| 10  | Uruguay                          | MF       | Matías Mirabaje   |
| 11  | India                            | MF       | Raynier Fernandes |
| 12  | India                            | MF       | Sanju Pradhan     |
| 15  | India                            | DF       | Subhasish Bose    |
| 17  | India                            | FW       | Pranjal Bhumij    |

| No. |          | Position | Player                  |
| --- | -------- | -------- | ----------------------- |
| 18  | Romania  | DF       | Lucian Goian            |
| 19  | India    | MF       | Vignesh Dakshinamurthy  |
| 21  | India    | GK       | Ravi Kumar              |
| 23  | India    | DF       | Souvik Chakrabarti      |
| 25  | India    | FW       | Alen Deory              |
| 26  | India    | MF       | Sehnaj Singh            |
| 32  | India    | DF       | Davinder Singh          |
| 55  | Portugal | MF       | Paulo Machado (captain) |
| -   | India    | MF       | Rowllin Borges          |
| -   | Croatia  | DF       | Mato Grgić              |
| -   | India    | MF       | Sourav Das              |
| -   | India    | DF       | Sarthak Golui           |
| -   | India    | DF       | Hmingthan Mawia         |
| -   | India    | MF       | Surchandra Singh        |

### Cho mượn
| No. |       | Position | Player                                       |
| --- | ----- | -------- | -------------------------------------------- |
| -   | India | DF       | Anwar Ali On Loan to Indian Arrows           |
| -   | India | DF       | Bikramjeet Singh On Loan to Mohun Bagan      |
| -   | India | DF       | Shouvik Ghosh On Loan to NorthEast United FC |

## Quản lý đội
| Chức vụ                         | Tên                                     |
| ------------------------------- | --------------------------------------- |
| Giám đốc                        | liên_kết=\|viền Jorge Costa             |
| Trợ lí huấn luyện viên          | liên_kết=\|viền Anthony Fernandes       |
| Trợ lí huấn luyện viên          | liên_kết=\|viền Marco Leite             |
| HLV thủ môn                     | liên_kết=\|viền Jorge Madureira         |
| Quản lý đội                     | liên_kết=\|viền Watson Fernandes        |
| Trưởng vật lý trị liệu          | liên_kết=\|viền Sandeep Kurale          |
| Trợ lý Vật lý trị liệu          | liên_kết=\|viền Kapil Sharma            |
| Đội Masseur                     | liên_kết=\|viền Đèn chùm Bhushan        |
| Trợ lý Masseur                  | liên_kết=\|viền Akshay Waghmode         |
| Bác sĩ                          | liên_kết=\|viền Sudheesh Sundaranpillai |
| Cán bộ hậu cần câu lạc bộ       | liên_kết=\|viền Prateek Maira           |
| Cán bộ truyền thông nhóm        | liên_kết=\|viền Annujj Palaye           |
| Chuyên viên phân tích hiệu suất | liên_kết=\|viền Narendra Wakare         |
| Quản lý áo đấu                  | liên_kết=\|viền Clinton Cardoz          |

### Cựu cầu thủ đáng chú ý
Tính đến tháng 9 năm 2018
- Những cầu thủ đã đại diện cho quốc gia của họ trong FIFA World Cup

| Tên                | Quốc gia                         |
| ------------------ | -------------------------------- |
| Nicolas Anelka     | liên_kết=\|viền Pháp             |
| Manuel Friedrich   | liên_kết=\|viền Đức              |
| Freddie Ljungberg  | liên_kết=\|viền Thụy Điển        |
| Frantz Bertin      | liên_kết=\|viền Haiti            |
| Sony Norde         | liên_kết=\|viền Haiti            |
| Selim Benachour    | liên_kết=\|viền Tunisia          |
| Darren O'Dea       | liên_kết=\|viền Cộng hòa Ireland |
| Frédéric Piquionne | liên_kết=\|viền Martinique       |
| Diego Forlán       | liên_kết=\|viền Uruguay          |
| Matías Defederico  | liên_kết=\|viền Argentina        |
| Krisztián Vadócz   | liên_kết=\|viền Hungary          |
| Achille Emaná      | liên_kết=\|viền Ca-mơ-run        |

## Thành tích
- Xuất hiện nhiều nhất cho câu lạc bộ - liên_kết=|viền Lucian Goian (53) Siêu cúp Ấn Độ + Siêu cúp Anh hùng
- Cầu thủ ghi nhiều bàn nhất mọi thời đại

Tính đến trận đấu diễn ra vào ngày 17 tháng 3 năm 2019
|    | Tên                                             | Năm     | liên đoàn | Knockout | Toàn bộ |
| -- | ----------------------------------------------- | ------- | --------- | -------- | ------- |
| 1  | liên_kết=\|viền Modou Sougou                    | 2018-19 | 12 (16)   | 0- 0(2)  | 12 (18) |
| 2  | liên_kết=\|viền Sunil Chhetri                   | 2015-16 | 7 (15)    | 0- 0(2)  | 7 (17)  |
| 3  | liên_kết=\|viền Balwant Singh (cầu thủ bóng đá) | 2017-18 | 6 (16)    | 0- 0(-)  | 6 (16)  |
| 4  | liên_kết=\|viền Éverton Santos                  | 2017-18 | 6 (18)    | 0- 0(-)  | 6 (18)  |
| 5  | liên_kết=\|viền Diego Forlan                    | 2016    | 5 (10)    | 0- 0(1)  | 5 (11)  |
| 6  | liên_kết=\|viền Thiago Nascimento dos Santos    | 2017-18 | 5 (13)    | 0- 0(-)  | 5 (13)  |
| 7  | liên_kết=\|viền Rafael Bastos                   | 2018-19 | 3 (17)    | 02 0(2)  | 5 (19)  |
| 8  | liên_kết=\|viền Sony Norde                      | 2015-16 | 4 (21)    | 0- 0(2)  | 4 (23)  |
| 9  | liên_kết=\|viền André Moritz                    | 2014-15 | 3 (8)     | 0- 0(-)  | 3 (8)   |
| 10 | liên_kết=\|viền Frédéric Piquionne              | 2015    | 3 (12)    | 0- 0(-)  | 3 (12)  |

### Quản lý
Kể từ khi trận đấu diễn ra đến ngày 28 tháng 3 năm 2019

## Bảng xếp hạng các câu lạc bộ châu Á
Tính đến ngày 13 tháng 1 năm 2019. 
| Xếp hạng hiện tại | Quốc gia        | Đội              |
| ----------------- | --------------- | ---------------- |
| 258               | liên_kết=\|viền | Deltras Sidoarjo |
| 259               | liên_kết=\|viền | Sanga Kyoto      |
| 260               | liên_kết=\|viền | Mumbai City FC   |
| 261               | liên_kết=\|viền | Kitchee          |
| 262               | liên_kết=\|viền | Nakhon Pathom    |